# Brójce (Trzciel)
Brójce  (deutsch Brätz) ist ein Dorf in der Gemeinde Trzciel (Tirschtiegel) im Powiat Międzyrzecki (Kreis Meseritz) der polnischen Woiwodschaft Lebus.

## Geographische Lage
Die Ortschaft liegt in Niederschlesien an der Faulen Obra, rund hundert Kilometer östlich von Frankfurt (Oder) bzw. Küstrin und etwa zwanzig Kilometer südöstlich der Stadt Meseritz (Międzyrzecz).

## Geschichte

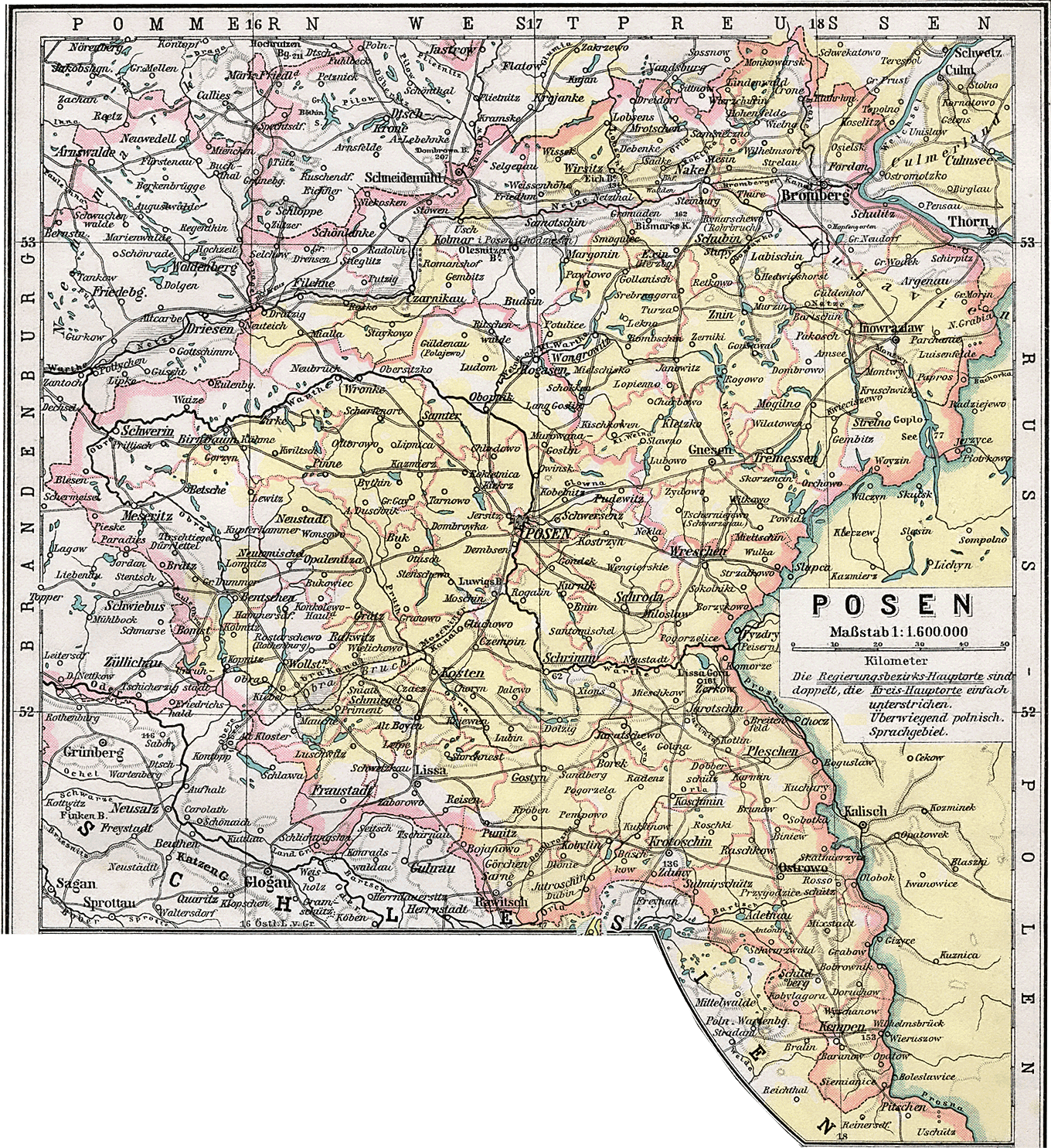
Brätz an der Faulen Obra westlich der Stadt Posen und südöstlich der Stadt Meseritz auf einer Landkarte der Provinz Posen von 1905 (gelb markierte Flächen kennzeichnen Gebiete mit seinerzeit mehrheitlich polnischsprachiger Bevölkerung).

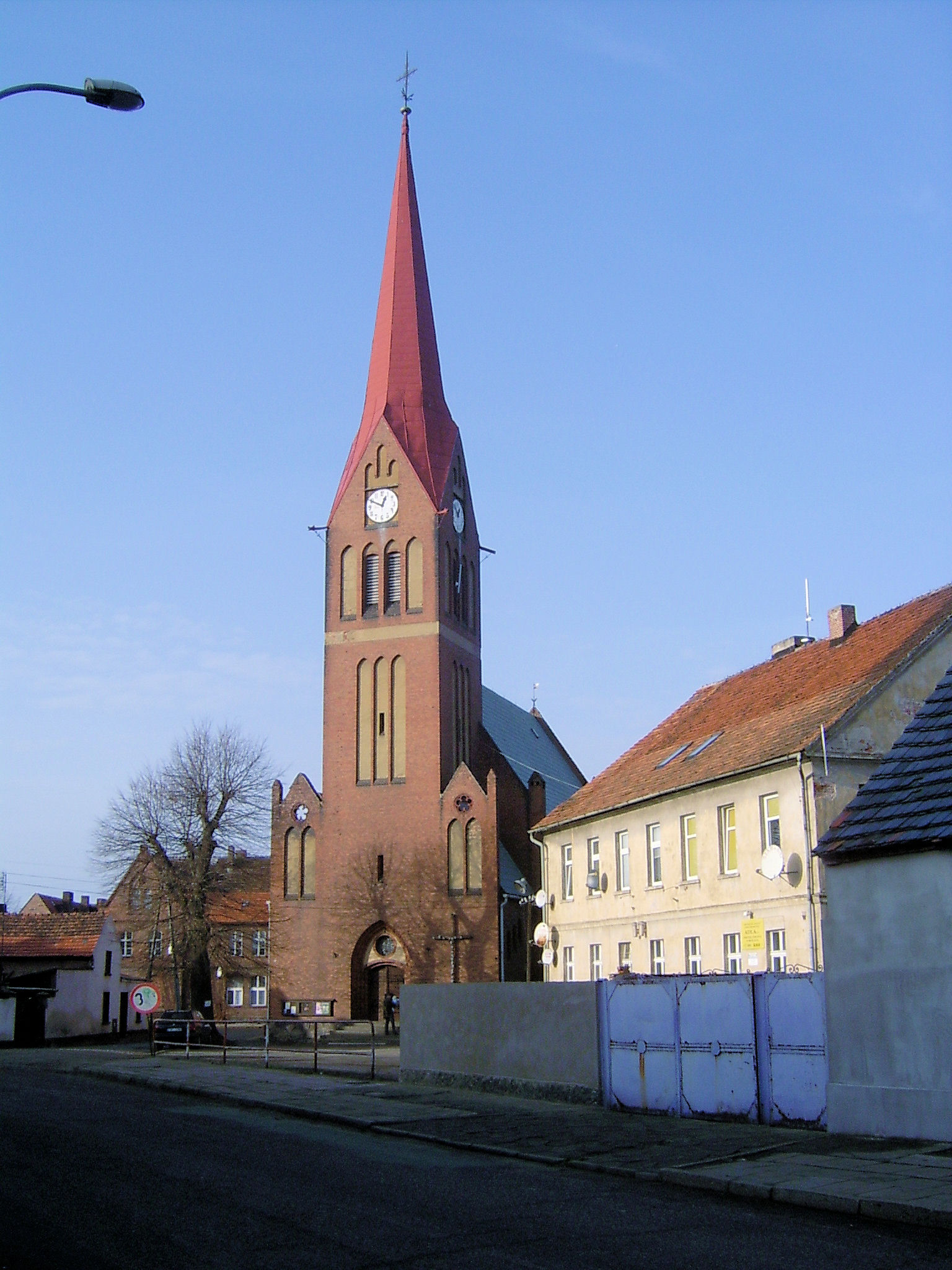
Dorfkirche (bis 1945 evangelische Stadtkirche)

Die Ortschaft Brätz gehörte zu einem Distrikt, der im 13. Jahrhundert an Herzog Heinrich von Glogau gekommen war, der ihn dann 1298 oder etwas später an den Brandenburger Markgrafen Konrad I. († 1304) verpfändete. Die Ortschaft erhielt 1428 Stadtrecht.
Die Grundpfeiler der Wirtschaft der Stadt bildeten der Gemüseanbau, die Viehzucht, das Brauereigewerbe und später auch das Tuchmachergewerbe.
Nachdem sich fast alle Stadtbewohner der Reformation angeschlossen hatten, übernahmen sie die Pfarrkirche auf dem Marktplatz, mussten sie jedoch bald wieder zurückgeben. Da es kaum noch Katholiken in der Stadt gab, blieb die Kirche seit 1604 ungenutzt und verfiel; sie stürzte im 18. Jahrhundert ein.
Gegen Ende des 18. Jahrhunderts war die Stadt dem Lukas von Brunski mit 311 Talern zinspflichtig. 1657 brannte ein großer Teil der Stadt ab. Die Stadt hatte 1797 ein Rathaus, 160 Feuerstellen und 979 Bewohner, darunter zehn Judenfamilien.
Bis 1922 gehörte die Stadt Brätz zum Landkreis Meseritz im Regierungsbezirk Posen der Provinz Posen, von 1922 bis 1939 in der Provinz Grenzmark Posen-Westpreußen und seit 1939 im Regierungsbezirk Frankfurt der Provinz Brandenburg.
Gegen Ende des Zweiten Weltkriegs wurde die Region im Frühjahr 1945 von der Roten Armee besetzt. Bald darauf wurde Brätz unter polnische Verwaltung gestellt. In der Folgezeit wurden die Bewohner von der örtlichen polnischen Verwaltungsbehörde vertrieben und durch Polen ersetzt. Brätz wurde in Brójce umbenannt und verlor das Stadtrecht.

### Einwohnerzahlen vor 1945
- 1797: 979, darunter zehn jüdische Familien[3]
- 1837: 1475 in 200 Häusern[3]
- 1861: 1602[3]
- 1885: 1625[4]
- 1925: 1998[4]
- 1933: 1146[4]
- 1939: 1058[4]

## Persönlichkeiten
- Konrad Seiffert (1895–1969), deutscher Schriftsteller und Zeitungsredakteur